# Spagna ai Giochi della XXI Olimpiade
La Spagna partecipò ai Giochi della XXI Olimpiade che si sono svolti a Montréal dal 17 luglio al 1º agosto 1976, con una delegazione di 113 atleti impegnati in 14 discipline per un totale di 68 competizioni. Portabandiera alla cerimonia di apertura fu il pugile Enrique Rodríguez, alla sua seconda Olimpiade. Rodriguez aveva conquistato l'unica medaglia vinta dalla Spagna a Monaco di Baviera 1972.
Il bottino della squadra spagnola in questa edizione, alla sua tredicesima partecipazione ai Giochi estivi, fu di due medaglie d'argento.

## Medaglie
| Medaglia | Nome                                                                      | Sport       | Evento     |
| -------- | ------------------------------------------------------------------------- | ----------- | ---------- |
| Argento  | José María Esteban José Ramón López Herminio Menéndez Luis Gregorio Ramos | Canoa/kayak | K4 1000 m  |
| Argento  | Antonio Gorostegui Pedro Luís Millet                                      | Vela        | Classe 470 |